# Paul Anderbouhr
 (février 2014).
Si vous disposez d'ouvrages ou d'articles de référence ou si vous connaissez des sites web de qualité traitant du thème abordé ici, merci de compléter l'article en donnant les références utiles à sa vérifiabilité et en les liant à la section « Notes et références ».
Paul Anderbouhr (Paris, 23 septembre 1909 - Casablanca, 10 juillet 2006), est un peintre français. Paysagiste, il s’est intéressé aux scènes africaines, après un premier voyage au Maroc, dont il rapporte de nombreuses études. 
À partir de 1949, l’artiste partage son temps entre l’Afrique, notamment le Maroc où il mourra, et sa France natale.

## Biographie
De père lorrain et de mère parisienne, Paul grandit dans une famille modeste, entre la place Dauphine où sa mère exerce comme blanchisseuse et le Bois de Boulogne où son grand-père est jardinier. En 1924, le jeune homme entre comme apprenti fourreur chez Révillon Frères, puis il s’exerce dans la couture chez Lucien Lelong. Il commence alors à peindre et expose à partir de 1934.Il expose au Salon d'automne en 1937 et 1938.
Il réalise sa première exposition personnelle en 1953, à la galerie avant-gardiste Paul Durand-Ruel. Il collabore avec cette prestigieuse institution parisienne jusqu’en 1973 au rythme d’une exposition par an. Réputé pour ses scènes parisiennes (Place de la Concorde, Sur le Pont des Arts) autant que pour ses paysages italiens (Sur le Pont Vecchio), espagnols (L’Église du Lojen), ou sud-méditerranéns, Paul Anderbouhr a été le fidèle élève du Post-Impressionniste Pierre-Gaston Rigaud (1874-1939).
Il est lié à la commune de Ternay (Loir-et-Cher).